# Капова пещера
Капова пещера (Шулган-Таш) е карстова пещера на 3 нива в планината Урал, формирана от подпочвените води във варовикови скали.
Намира се на територията на Башкирия, субект от Руската федерация. Тя е сред най-големите и най-известни пещери в планината и страната. Намира се в Бурзянски район, в резервата Шулган-Таш, на южния склон на Сарикускан и десния бряг на река Белая (Агидел). Цялата пещера все още не е изучена напълно.
Уникалността на пещерата се състои от три основни дадености: природен – рядък обект за Урал, археологически – наличието на древни скални рисунки, етнографски – обект, свързан с много легенди, приказки и вярвания на башкирския народ. Тя е включена в Общия регистър на геоложките паметници, а през 2014 година е предложена за включване и в Списъка за световното културно и природно наследство на ЮНЕСКО.

## Етимология
В научната литература тази природна забележителност е позната като Капова пещера, но през последните 10 – 15 години надделява нейното древно, местно наименование Шулган-Таш.
Съществуват няколко варианта за произхода на името Капова пещера. Предполага се, че то произлиза от руски език и е свързано или с откапването на водата в нея, или с думата „капище“, каквото се предполага, че е било предназначението на пещерата.
Името Шулган-Таш призлиза от башкирски език и е сборно от две думи – шулган (изчезнал) и таш (планински камък). Свързано е с река Шулган, протичаща през пещерата и вливаща се в р. Белая. Освен това думата „шулган“ е пряко свързана с башкирската митология. В епоса „Урал-батир“ Шулган е брат на главния герой, повелителя на подземното царство.

## География
Карпова пещера се намира в резервата Шулган-Таш и едноименния масив, образуващ голяма синклинала, като част от планината Урал. Издълбана е на южния склон на хребета Сарикускан, разположена на 150 m от руслото на река Белая и на 7 – 8 m височина над него. Системата от галерии и коридори е развита в посока север-северозапад и север-изток, разположена на три хипсометрични нива.
Масивът Шулган-Таш е раздробен на серия големи разломи, които са способствали за развитието на карста. Входът към пещерата се намира на 100 – 120 метра височина по стръмния южен склон на планината и представлява огромна арка с височина 21 и ширина 39 m. Входният отвор, наречен от Ричков „Портал“, представлява гигантски тунел, навлизащ дълбоко в недрата на планината.
Пещерата представлява огромно поле на протичащи карстови процеси, изразени в разтварянето на варовик, гипс и други скални формации. Любопитно е, че на третото ниво се е съхранил уникален сталагмит с височина 3 метра и ширина в основата около 8 m. В пещерата доминират големите кухини, които представляват многобройни широки коридори, подземни каньони, долини и зали. Образуваните големи зали са общо 15 и имат собствени имена. Някои от тях са Залата на хаоса, Залата на фигурите, Залата на знаците, Диамантената (Брилянтена) и Куполната зала.
В някои от залите се срещат сталактити тип „макарон“ с дължина няколко десетки сантиметра, като най-голямо е количеството им в Сталактитовата зала. Срещат се карбонатни скали с мощност над половин метър и така наричаните брилянтени скали, съставени от малки, блестящи кристалчета калцит, които се намират в Диамантената зала. В Залата на хаоса им интересна каскада от застинал туф, получена чрез отлагане на калциев карбонат от течащата, богата на калций вода.
От гледна точка на площ и дължина на пещерните коридори, пещерата заема трето място в страната. Общата ѝ дължина, измерена през 1999 година, е 2640 m (по други данни 3045 m) и в нея се срещат огромни зали, коридори, галерии, подземни езера и река. Заетата от нея площ е 20 000 m2, а обемът – 105 000 m3. Общата височина на трите нива достига до 165 метра. Тук е намерена най-голямата пещерна кухина в Европа, запълнена с вода, без въздух, с диаметър 400 метра.
Най-горното ниво е достъпно от средното през вертикален кладенец, в който са изсечени стъпала. До първо ниво се достига също през вертикален кладенец, висок 14 m, на стената на който се виждат древни скални рисунки, а спускането е много стръмно.
Дължината на първото ниво е около 300 метра и през него тече подземната река Шулган. На 3 km северно от входа на пещерата, тя пропада във фуниевиден понор и по-нататък продължава подземно през пещерните кухини, където разтваря варовици с възраст от около 350 милиона години. Изскача отново на повърхността, близо до входа, и по-нататък се влива в река Белая. Дебитът и е 50 l/s.
Вляво от входа, във вътрешността, се намира малкото Синьо езеро, наречено така, защото водата му става синя на слънчевата светлина, когато тя проникне през входа. Има диаметър от около 3 метра и забележителната дълбочина от над 80 m. По други данни дълбочината на езерото не надвишава 35 метра. Водата постъпва в него по карстовия канал на подземната река Шулган, която е създала и самата пещера.
Вляво от входа се намира още едно езеро – Кръглото. Дълбочината му е 6 метра, а водата му през лятото е застояла. Според легендите Синьото езеро е източник на жива вода, а Кръглото – на мъртва. Съществува поверие, че водата в Синьото езеро, въздухът и глината в пещерата са лечебни. Всъщност оздравителният ефект в пещерата се дължи на чистия, йонизиран въздух и неголямото съдържание на радон в него.
В центъра на пещерната система, под Диамантената зала се намира подземна долина, в която е разположено още едно езеро – Горно голямо езеро. Дължината му е 70 m, а дълбочината му достига до 1,7 m.

## Възраст
Възрастта на пещерата не е еднозначна, тъй като трите ѝ нива са формирани по различно време. Образуването ѝ започва най-малко преди 3 до 5 милиона години. Най-старо е средното ниво, чието активно формиране започва преди около 3 милиона години, а преди 900 хиляди години в пещерата протича река Шулган. Третото ниво е на приблизително 1,5 милиона години, а най-ниското – на около 15 хиляди. Тази възраст е достатъчна, за да може пещерата да бъде населена в продължение на дълго време от древните хора.

## Археология
В древността пещерата е била постоянен обект на поклонение. За местните хора тя е била като светилище, в което са провеждани важни ритуали като например инициацията на младите момчета или церемонии, посветени на възраждащата се природа.
Дълбоко на първото ниво на пещерата, на 150 метра от входа, в голяма и просторна зала, са открити следи от живота на палеолитните хора. През залата протича поток, който през пролетта и есента се превръща в малката река Шулган. В северозападната част на залата културният пласт е с мощност 10 – 12 cm, но на някои места дебелината му не надвишава 2 – 3 cm. Там са намерени парче от бивна от мамут, кости от пещерна мечка, бял заек, лисица, мармот, кон, копитен леминг и други дребни гризачи. Присъствието на лисици и леминги е особено интересно, тъй като показва условията в тундрата за времето на образуване на културния пласт.
В културните пластове са открити 193 предмета, от които преобладаващи са оръжията и работните инструменти от пещерен варовик и калцит. Като материал за изработка на оръжията са служили различни видове камъни, но повече от половината от тях са направени от кремък. Една малка част са изработени от висококачествен камък, очевидно с неместен произход – зелено-кафяв яспис, който се добива далече в планината. Заедно с тях са открити две оръжия от кост.
От особено значение за синхронизиране на културния слой и рисунките има откритият малък (15х15 cm), плосък фрагмент от варовик, изработен във вид на мамут и изпълнен с охра. Намерени са 4 уникални, пробити, бъчвообразни мъниста с дължина по-малка от сантиметър и изработени от лесния за обработка зелен серпентинит. Ясно се вижда, че те не са нови, а силно износени от употреба, особено около отворите. Намерени са и две фини костни плочици, ползвани като висулки, изработени вероятно от бивни на мамут. Те са малки, кръгли, с прорязано отверстие. Диаметърът на едната е 6, а на другата – 9 mm.
Открити са и множество украшения във формата на малки черупки от изкопаеми мекотели с пробити в тях дупки. Дължината на повечето от тях е 4 – 6 mm. Такива черупки от мекотели не са намирани в Урал, но много от тях се откриват в древните седименти на Поволжието и Каспийския регион.
Също толкова уникално откритие са фрагментите от глинени лампи и керамика, тъй като находките в палеолитни културни пластове са много редки.

## Изследване на пещерата
За първи път Капова пещера е описана през 1760 година от руския географ, краевед и изследовател на Южен Урал Пьотър Ричков. Интересно е, че в своя труд той твърди, че в нея е намерил „суха човешка глава“.
През 1770 година пещерата е посетена от руския пътешественик, академик Иван Лепьохин, който успява да се изкачи до второто ниво, придружен от местни хора. Описанието, което той дава на това ниво не отговаря на днешната ситуация. Смята се, че е описал съществуващи тогава подземни проходи, в които днес е невъзможно да се проникне. Основната заслуга на учения е фактът, че той правилно свързва възникването на пещерата с дейността на подпочвените води.
През 1858 година в Капова пещера пристигат руските геолози Алексей Антипов и Н. Г. Меглицки. Според техните публикации формирането на пещерата се дължи на тектонични процеси, което днес е напълно отхвърлено.
През 1896 година пещерата е изследвана от членовете на Оренбургското географско дружество Г. Соколов, И. Заневски и Ф. Симон. Те правят заснемане и план на входа и първия етаж. Отбелязват, че описанието на Ричков напълно съвпада с действителното състояние на пещерата в този момент. Интересно е, че Симон прави опит да се качи на второто ниво по пътя на Лепьохин, но той се оказва затворен от скални парчета. Групата намира още един човешки череп.
В края на август 1923 година в пещерата пристига руският геолог, академик Георги Вахрушев. Той дава пълно описание на всички нива и предполага наличието на още едно, четвърто ниво. Описва вътрешните проходи и карстовите структури, образуващи различни форми. Характеризира ги по вид и наименува най-забележителните зали и проходи. През 1935 година Вахрушев се връща отново, за да изследва геоложката структура на пещерата. Той доказва карстовия ѝ произход и обяснява появата на кухини в нея. Интересно е, че този път, на второто ниво, открива дъска с изрязани по нея знаци и геометрични фигури.
Пещерата получава широка известност през 1954 година, когато зоологът А. В. Рюмин намира в нея древни скални рисунки, датирани по-късно към палеолита. Това откритие става сензация в научните среди, тъй като дотогава палеолитни рисунки са намирани само във Франция и Испания. След тяхното откриване Капова пещера престава да бъде просто един рядък природен паметник за изучаване на произхода, морфологията и микроклимата на пещерите, както и на минералогията. Като археологичен обект пещерата няма равна на себе си в цяла Източна Европа.
В хода на разкопките в една от кухините, покрита със скални рисунки, археолозите намират човешки черепи, без присъствие на скелети. Край черепите са открити каменни оръдия на труда, охра, въглен и пепел, на възраст 15 – 17 хиляди години. Учените предполагат, че древните хора са почитали по този начин особено уважаваните свои съплеменници и най-вероятно главите принадлежат на вождове и шамани.
През 1960 година пещерата е изследвана от експедицията на руския професор по археология Ото Бадер. Тя е организирана от Института по археология към Академията на науките на СССР. Научните изследвания продължават до смъртта на Бадер през 1978 година. Екипът му открива и описва повече от 30 рисунки на средното и горно ниво, изработени изцяло с червена охра. Сред тях са изображения на мамути, коне, носорози, бизони и стилизирани геометрични фигури. Някои от тях са реставрирани от специалистите в групата.
Изследването на Капова пещера се възобновява през 1982 година от петербургския археолог и палеонтолог Вячеслав Шчелински, който с екипа си провежда ежегодни проучвания на пещерите в Урал. В същото време там работи и група спелеолози, които проучват минералогията и микроклимата на пещерата, с цел запазване на скалните рисунки. Поредните археологически изследвания са проведени под ръководството на В. Кисельов през 1991 и спелеолози през 1994 година, след което работата прекъсва. Възобновена е отново през 1995 от Ю.С. Ляхницки, който продължава проучванията си до 2010 година.
От 2008 година в пещерата провежда изследвания Южноуралската археологическа експедиция, под ръководството на Алексей Сорокин. На следващата година в холоценския културен слой са открити следи от човешко присъствие не само през палеолита, но и в по-ново време. В резултат на работата на експедицията, около Западната и Куполната зала, са намерени свидетелства за посещението на хора през различни исторически и геологически епохи.
Интересно е, че по тавана на пещерата не са открити никакви следи от дим, каквито се очакват заради необходимостта от осветление при изработка на рисунките. Неотдавна, с откритието на археолози от Уфа, загадката е обяснена. В пещерата те намират подобие на маслена лампа, която се използва с животинска мас и на светлината на която са създавани рисунките.

## Скални рисунки
Възрастта на откритите в пещерата скални рисунки, според направения радиовъглероден анализ е много голяма – 14 – 17 хиляди години. Открити са около 200 рисунки, но сравнително добре съхранените са приблизително 30. Размерът им варира от 44 до 112 cm, а някои са дори по-големи. Почти всички са изпълнени с червена охра но има и няколко, рисувани с въглен. По стените се виждат изображения на мамути, коне, други животни, антропоморфни фигури, а също и доста сложни за интерпретация графични знаци. Тяхното разположение и смисъл дават на изследователите повод да предполагат, че в древността пещерата е била ползвана като светилище.
В пещерата са открити повече от 50 вида цветни изображения. Рисунките са на второ и трето ниво, на разстояние от 170 до 300 метра от входа. На средното ниво изображенията се намират в три последователно разположени зали – на хаоса, на знаците и куполната. На трето ниво те са съсредоточени само в една зала, тази на фигурите.
Рисунките на двете нива се различават по оформление и състав, но въпреки това имат доста общи черти. Повечето от тях са разположени ниско долу, на относително вертикални или силно наклонени, надвиснали скали. Най-голямата рисунка е с дължина 1,6 метра, а най-малката – само 6 cm. Всички те са направени върху твърд варовик, като по-голямата част от тях са изпълнени с червена охра, а няколко са нарисувани с по-тъмна лилаво-кафява охра. Има и рисунки, изпълнени в два цвята – червена охра и черна боя, вероятно въглероден окис и манган. Линиите са полагани много внимателно, вероятно върху суха стена. Боята не се е разтичала много, лесно е прониквала в порите на варовика и бързо е изсъхвала.
Рисунките се различават доста от реалистичните изображения и са изпълнени схематично и примитивно. Животните обикновено са показани в движение, като всички са обърнати наляво. Най-добре разпознаваеми са мамутите, които са и сред най-популярните анималистични изображения в пещерата. С голяма изразителност са нарисувани и конете. Могат да бъдат разпознати още образите на носорозите и, може би, на бизоните. Въпреки това има и животински изображения, които остават неразпознаваеми.
Древните художници са рисували с червена охра на основа лепило от животински произход. Любопитно е, че при изследванията на културните слоеве около рисунките, са открити парчета от каменни и глинени съдове, в които са пазени боите.

## Флора
Изследвани са намерените в почвата спори и цветен прашец в следното съотношение: прашец от дървета – 30%, от треви и храсти – 6%, спори – 4%. Сред дървесните видове са доминирали смърч, бял бор, лиственица, бреза и хвойнови храсти. Преобладаваща част от тревните полени и храсти е прашецът от сложноцветни растения, от които са идентифицирани 3 вида. Среща се полен от острици, цикория, ирис, теснолист живовляк и други неопределени треви.

## Гъби
Първите изследвания на гъбите в пещерата са проведени през 1997 година от И.А. Лоскутов и Н.Н. Фирисов. В резултат е съобщено за наличието на 9 вида гъби и актиномицети, принадлежащи към различни таксономични групи.
За последните десетина години в образци от почвата са открти 38 вида микромицети, принадлежащи към 3 типа и 13 рода, които образуват спори. Преобладаващи са тези от родовете Penicillium и Mucor. На средното ниво спорадично се появяват базидиеви гъби, растящи по дървесните останки.

## Фауна
Учените са изследвали подробно пещерата и нейните животински и растителен свят. Намерени са различни видове насекоми и микроорганизми. Пещерата е населена и с прилепи. Любопитно е, че в подземната река се среща даже риба – пъстърва, липан, лещанка, която е достигнала до затоплените води в пещерата чрез река Шулган.
Мъхова покривка съществува само на осветената част от входа на пещерата. Намерени са Bryopsida (Anomodon viticulosus (Hedw.) Hook. et Tayl., Neckera besseri (Lob.) Jur., Tortella tortuosa (Hedw.) Limpr., Campylophyllum halleri (Hedw.) Fleisch., Schistidium apocarpum (Hedw.) B. S. G., Timmia bavarica Hessl., Platygyrium repens (Brid.) B. S. G.) и Marchantiopsida (Plagiochila porelloides (Nees) Lindenb).

### Бактерии
Изследване на пещерните бактерии се провежда през 2003 година от специалисти от лабораториите по микология и микробиология към Санктпетербургския научноизследователски център по екологична безопасност. Открити са няколко физиологически групи бактерии – серооксидиращи, сулфатредуциращи, нитрифициращи, желязооксидиращи и манганооксидиращи. Количеството на хетеротрофни бактерии във въздуха варира от 1000 до 16 667 клетки/m3 и намалява с навлизане навътре в пещерата. Броят на същите бактерии в почвата достига 105 клетки/gr.

### Цианобактерии и водорасли
Първите изследвания на цианобактерии и водорасли са направени през 1999 година във входа на пещерата, а в периода 2000 – 2005 са намерени 154 вида от 4 групи – Cyanoprokaryota, Bacillariophyta, Xanthophyta и Chlorophyta.

### Безгръбначни
В пещерата са открити два типа червеи – кръгли (нематоди) и малочетинести. Таксономията на нематодите, открити в Шулган-Таш все още остава неясна. От малочетинестите са открити 3 вида – Dendrobaena octaedra, Spirosperma SP. и Eiseniella tetraedra. Епизодично се срещат и дъждовни червеи, за които се предполага, че проникват в пещерата през пукнатини в повърхността.
Мидите са сравнително малка група, от която с най-голям размер са перловиците и беззъбките, а с най-малък – мидите Pisidium cavaticum. В подземните води на река Шулган са намерени малки представители на рода Euglisa.
От ракообразните в пещерата са открити два вида групи – Paracamptus schmeili и Bryocamptus (Rheocamptus) SP.
Типични представители на почвената фауна са безкрилите насекоми, които са много малки и рядко надвишават дължина от 1 mm. От тях в пещерата са открити 14 вида, най-известен от които е Plutomurus baschkiricus (Collembola) и който вече е причислен към клас скриточелюстни.
Паякообразните са представени от две групи акари – Acariformes, състоящи се от 4 вида и Parasitiformes, от които в пещерата живее само един вид.
Твърдокрилите (бръмбари) са представени от три семейства – бръмбари бегачи (Carabidae), Leiodidae (Catopidae), Staphilinidae (6 вида). Сред тях, преди всичко, трябва да се отбележи наличието на представители на родовете Choleva и Catops (Leiodidae), които изпълняват функциите на своеобразен маркер за пещерните съобщества.
Двукрилите са представени от две семейства – Sciaridae и Mycetophilidae (3 вида). От тях най-интересни са Sciaridae (Plastosciara spp.) и особено намереният единичен екземпляр от Speolepta leptogaster (Mycetophilidae), който е типичен троглофил, известен в много от европейските пещери.

### Гръбначни
- Земноводни. Единични находки са направени на брега на подземната река Шулган, в Залата на бездната. През 2007 там е намерена жаба, а в средната част на залата, на нивото на наводняване по време на пълноводие е открит тритон. Най-вероятно и двете земноводни са попаднали в пещерата при пълноводието на реката. Близо до входа понякога се откриват жаби.[10]
- Риби. Първото споменаване на рибната фауна в пещерата принадлежи на Рюмин. В река Шулган и в Далечното езеро са открити 3 вида риби – пъстърва, лещанка и липан. Най-вероятно те проникват в реката през Синьото езеро и достигат до река Белая.[10]
- Прилепи. Първите сведения за наличието на прилепи в пещерата са получени от Пьотър Ричков през 1760 година. В настоящето пещерата се обитава от общо 6 вида прилепи – нощник на Брант, мустакат нощник, воден нощник, натереров нощник, кафяв дългоух прилеп и северен полунощен прилеп.[10]

## Съвременно състояние
Славата на пещерата привлича много туристи, някои от тях – недобросъвестни. На много места стените са изписани, изпочупени са сталактити и сталагмити, унищожени са пещерни бисери и други калцитни образувания. Рисунките също са пострадали и по тези причини през 1971 година посещенията в пещерата са забранени. На входа е поставена метална решетка, заключена с катинар.
Под въздействие на външни фактори, много от рисунките постепенно загиват. Учените все още обмислят как точно да бъдат запазени уникалните произведения на далечните ни предци. Посетители се допускат само на 375 метра навътре в пещерата. Запознаването с рисунките става в нейния вход, където са направени копия в естествени размери. Но ежедневното присъствие на много хора в началото на пещерата променя микроклимата и действа унищожително на рисунките.

## Околности и развлечения
Районът на Карпова пещера е една от най-известните туристически дестинации в Башкирия. В близост с нея се намират още няколко пещери и други интересни обекти. Най-известната сред тях, след Капова, е Пещерата на мамутите.
Синьото езеро е любимо място за гмуркачи, но това става само с разрешение от администрацията. Водата му е прозрачна, но не е подходяща за пиене заради изобилието от минерални примеси, които са полезни за водни бани.
В подножието на Капова пещера е разположено неголямото езеро Шулган. Съгласно легендите, то е възникнало когато богът на подводното царство Шулган сърдито ударил с пръчка по земята. Образувалата се чаша е запълнена с вода, след като дивите организират морски потоп. В древните башкирски епоси „Урал-батир“ и „Акбузат“ е описан ритуал за жертвоприношение във водите на езерото на най-красивите девойки от околността.
Край Капова пещера минава карстовият каньон Шулган. Дължината му е около 3 километра и по протежението му могат да се видят фуниеобразни карстови кухини и няколко малки езера. На около 100 метра от входа на пещерата се намира водопадът Шулган, чиято вода се спуска от височина 5 m.
В допълнение към пещерата е изграден музейният комплекс „Шулган-Таш“, в който е обособен Природонаучен музей, музей-ресторант „Пчелен лес“, фреш бар, пчелин, панорамна площадка. Осигурени са и места за къпане.